# Morris Nomad
La Nomad è un'autovettura prodotta dalla divisione australiana della British Leyland, con marchio Morris, dal 1969 al 1972. In sostanza, la Nomad era la versione hatchback della Morris 1500.

## Contesto
Il modello si posizionava, per il prezzo e le dimensioni, appena sopra la Morris Mini Minor. La linea della Nomad assomigliava a quella della Austin Maxi, che però non fu mai venduta in Australia.
La Nomad era a trazione anteriore, e possedeva delle sospensioni indipendenti a molle elicoidali, che fornivano al modello una buona guidabilità, anche se in caso di curva troppo stretta, il veicolo soffriva di sovrasterzo.
Il modello aveva installato un motore monoalbero con testata in lega d'alluminio da 1,5 L di cilindrata. Rispetto al propulsore della Morris 1100, forniva migliori prestazioni e consumava meno carburante. Il cambio era manuale a quattro o cinque rapporti. Una parte degli esemplari della 1500 berlina e della Nomad era dotata di cambio automatico quattro rapporti e di motore da 1.275 cm³ di cilindrata. La trasmissione citata era anche utilizzata sulla Morris 1300 Automatic.
Il corpo vettura era quasi identico a quello della Morris 1100, tranne che per i pannelli anteriori e posteriori, che erano lavorati in modo tale da far assomigliare il modello alle altre vetture Leyland.
La Nomad non replicò il successo della Morris 1100. Persistettero i problemi al cambio, che si potevano riscontrare sulla Morris 1500. Inoltre, anche l'impianto elettrico diede dei problemi.
Le Morris 1300/1500/Nomad vennero sostituite, sul mercato australiano, dalla Morris Marina.